# سليستيت
السَّليستيت معدن أبيض أو أزرق متبلر يتألف من كبريتات السترونتيوم. دُعي بهذا الاسم، المشتق أصلاً من لفظ caelestis اللاتيني، ومعناه "السّماوي"، بسبب من لونه الأزرق.